# NGC 6607
NGC 6607 (również PGC 61550) – galaktyka spiralna (Sb), znajdująca się w gwiazdozbiorze Smoka. Odkrył ją Lewis A. Swift 4 sierpnia 1883 roku.